# Shunta Tanaka
Shunta Tanaka (田中 駿汰 Tanaka Shunta?, Osaka, 26 de mayo de 1997) es un futbolista japonés que juega como defensa en el Cerezo Osaka de la J1 League.

## Trayectoria
En 2020 se unió al Hokkaido Consadole Sapporo de la J1 League.

## Selección nacional
Jugó una vez para la selección de fútbol de Japón en 2019.
| Selección | País  | Año  |
| --------- | ----- | ---- |
| Absoluta  | Japón | 2019 |

## Clubes
| Club                       | País  | Año       |
| -------------------------- | ----- | --------- |
| Hokkaido Consadole Sapporo | Japón | 2020-2023 |
| Cerezo Osaka               | Japón | 2024-     |

## Estadística de carrera
| Selección de Japón | Selección de Japón | Selección de Japón |
| Año                | Part.              | Goles              |
| ------------------ | ------------------ | ------------------ |
| 2019               | 1                  | 0                  |
| Total              | 1                  | 0                  |